# Сюзьма (река)
Сюзьма — река на севере Архангельской области России. Протекает в Приморском районе и городском округе «Северодвинск».
Длина реки — 158 км, площадь водосборного бассейна — 780 км².
Сюзьма берёт своё начало в болоте на Онежском полуострове, впадает в Двинскую губу у деревни Сюзьма. Притоки: Глубокий, Пикалица (Пиколица), Местная, Илларионов.
В среднем течении Сюзьму пересекает автомобильный мост автодороги «Архангельск — Онега» (на участке «Северодвинск — Кянда»).
В XIX—XX веках в Сюзьме вёлся промысел речного жемчуга.
Летом 1975 года в породах русла реки Сюзьмы были обнаружены четыре отпечатка вымершего животного эдиакарской фауны, получившего родовое название по Онежскому полуострову — Onega stepanovi. В 1976 году в 5 км от устья Сюзьмы были обнаружены окаменелые останки вида Albumares brunsae — беспозвоночного животного из типа трёхдольных (Trilobozoa).

## Топографические карты
- Лист карты Q-37-XXVII,XXVIII. Масштаб: 1 : 200 000. Состояние местности на 1981 год. Издание 1990 г.